# Gaurotes piligera
Gaurotes piligera là một loài bọ cánh cứng trong họ Cerambycidae.